# Жарский, Иосафат Игнатий
Иосафат Игнатий Жарский (пол. Jozafat Ignacy Żarski; 1778 — 1838, Бытень, Гродненская губерния) — католический деятель Российской империи, василианин, доктор философии, педагог, протоигумен литовской провинции Ордена Василиан (1826—1833), титулярный епископ Пинский, помощник Жировицкой (Литовской) епархии Русской униатской церкви, визитатор василианских монастырей.

## Биография
Происходил из шляхетской семьи. Начальное образование получил в Новогрудке и Борунах в 1787—1801 годах, после чего поступил на новициат в Битенский монастырь, где в 1802 году принёс вечные обеты. В 1802—1804 годах изучал философию и математику в Жировицком монастыре. В 1804 году рукоположен в сан священника. В 1804—1806 годах изучал физику и математику в Виленском университете, а в 1809—1812 годы там же изучал богословие; завершил обучение со степенью доктора философии. Во время перерыва в учебе (1806—1809) был учителем произношения и французского языка в Жировичских школах, а впоследствии (1811—1814) в Жировичах преподавал произношение и философию для студентов-василиан. Несколько лет был при Берестейском епископе надворным богословом, а между годами 1816—1818 — префектом в Жировицких школах.
На Капитуле в Битене 1818 года Жарского выбрали на должность секретаря литовской провинции, и он пробыл в данном качестве до 1822 года, когда был избран третьим консультором и назначен настоятелем в Вильно. В конце ноября 1826 года стал протоигуменом литовской провинции Пресвятой Троицы. В 1828 году стал членом Литовской консистории, а в начале 1830 — Лещинским архимандритом, а затем — Битенским. 12 февраля 1832 года именован членом Духовной коллегии для Униатской церкви в Санкт-Петербурге. В 1832 году получил поручение провести визитацию всех василианских монастырей. Иосафат Жарский подал в своем отчете сведения о различных недостатках и недоработках по монастырям, но также подал способы их устранения (реформирования), однако всегда настаивал на том, что не стоит их отменять потому, что приносят пользу Церкви и государству образовательной деятельностью.
10 декабря 1833 года назначен епископом-помощником Жировицкой епархии и титулярным епископом Пинска. 21 января 1834 года в Санкт-Петербурге состоялась его епископская хиротония, которую совершил митрополит Иосафат Булгак в сослужении епископа Жировицкого Иосифа Семашко и латинского епископа-помощника Каменец-Подольского Игнатия Павловского. В качестве резиденции ему был назначен Битенский монастырь, но проживал он преимущественно в Лещинской архимандрии. Иосиф Семашко требовал, чтобы тот жил в Битене и оттуда руководил реорганизацией монастырей и Церкви, план которой начертил Семашко, поскольку якобы перед епископскими посвящениями Жарский подал на письме своё согласие о переходе в Русскую православную церковь.
Умер 25 января 1838 года в Битене и согласно свидетельству Иосифа Семашко, на его письменном столе был найден документ, в котором указано о том, что он не принимал участия во всех делах реорганизации Униасткой церкви. Похоронен в монастырской церкви в Бытене